# Verni (Gallicano)
Verni è una frazione del comune italiano di Gallicano, nella provincia di Lucca, in Toscana.
Si tratta di un antico borgo medievale di origine longobarda, arroccato su un colle roccioso e impervio della valle della Turrite di Gallicano a 522 metri di altitudine, nella Garfagnana meridionale.

## Storia
Lo troviamo citato per la prima volta in un documento del 997 come Castrum Liverni, mentre la fondazione del borgo potrebbe essere antecedente, è stata inoltre accertata la presenza in loco di insediamenti liguri apuani. Come il capoluogo comunale Gallicano fu un rilevante castello medievale e feudo di proprietà dei nobili Porcaresi, per poi essere assegnato dai Lucchesi nella Vicaria di Barga nel 1272. Dopo il passaggio di Barga sotto la Repubblica di Firenze, Verni, caduto in mano ai Pisani, insieme a Riana, Treppignana, Cardoso, Bolognana e Fiattone andò a formare la nuova Vicaria di Gallicano. Come gli altri castelli della valle rimase coinvolto nelle guerre tra i Lucchesi e gli Estensi, finendo poi per essere distrutto. In seguito alla distruzione del castello, Verni fu utilizzato dalle varie potenze che si spartirono la Garfagnana come roccaforte militare, data la sua ottima visuale su gran parte della valle del Serchio.
Nel 1430, dopo una serie di avvenimenti che videro Lucca venduta da re Giovanni ai fratelli De Rossi, Verni, come molti altri paesi della Garfagnana sarà costretto a giurare fedeltà agli Estensi. Nel 1512 Verni viene conquistato dal duca di Urbino Francesco della Rovere, il quale subito dopo tenterà invano di espugnare Trassilico; risolta la questione venne restituito dal papa alla Repubblica di Lucca. Nel 1513 cominciò una serie di dispute e guerre di confine fra Trassilico e Verni, dispute favorite anche dai diversi schieramenti dei i due paesi (Verni apparteneva alla Repubblica di Lucca, mentre Trassilico agli Estensi), proprio per sedare queste liti, si riuscì nel corso del 1517 a trovare una soluzione per i discussi confini in località detta del "Faggeto", e si dispose la consegna a Trassilico di parte del terreno oggetto della lite. Nel 1560 sorsero gravi questioni fra gli abitanti di Verni e quelli di Gallicano, per aver questi a quelli recato non piccoli danni per pascoli e altro. Dopo diversi fatti e contese, gli abitanti di Verni spedirono mandatari ai Gallicanesi a porgere scuse per i loro mali portamenti, e allora tutto venne accomodato all'amichevole; ma nel 1586 dopo nuovi dissidi fu ad essi proibito di condurre al pascolo le loro bestie sul territorio di Gallicano. Nel 1669 Verni tentò di separarsi da Gallicano, ma la domanda non fu secondata dalla Repubblica di Lucca e seguitò sempre suo malgrado a restarvi unito. Fin dal XVIII secolo, Verni fu un centro molto importante per la produzione di seta lucchese, come dimostra la grande quantità di piante da gelso. Gli statuti del Comune di Verni portano la data del 30 giugno 1745, e sono ancora conservati nell'Archivio Lucchese.

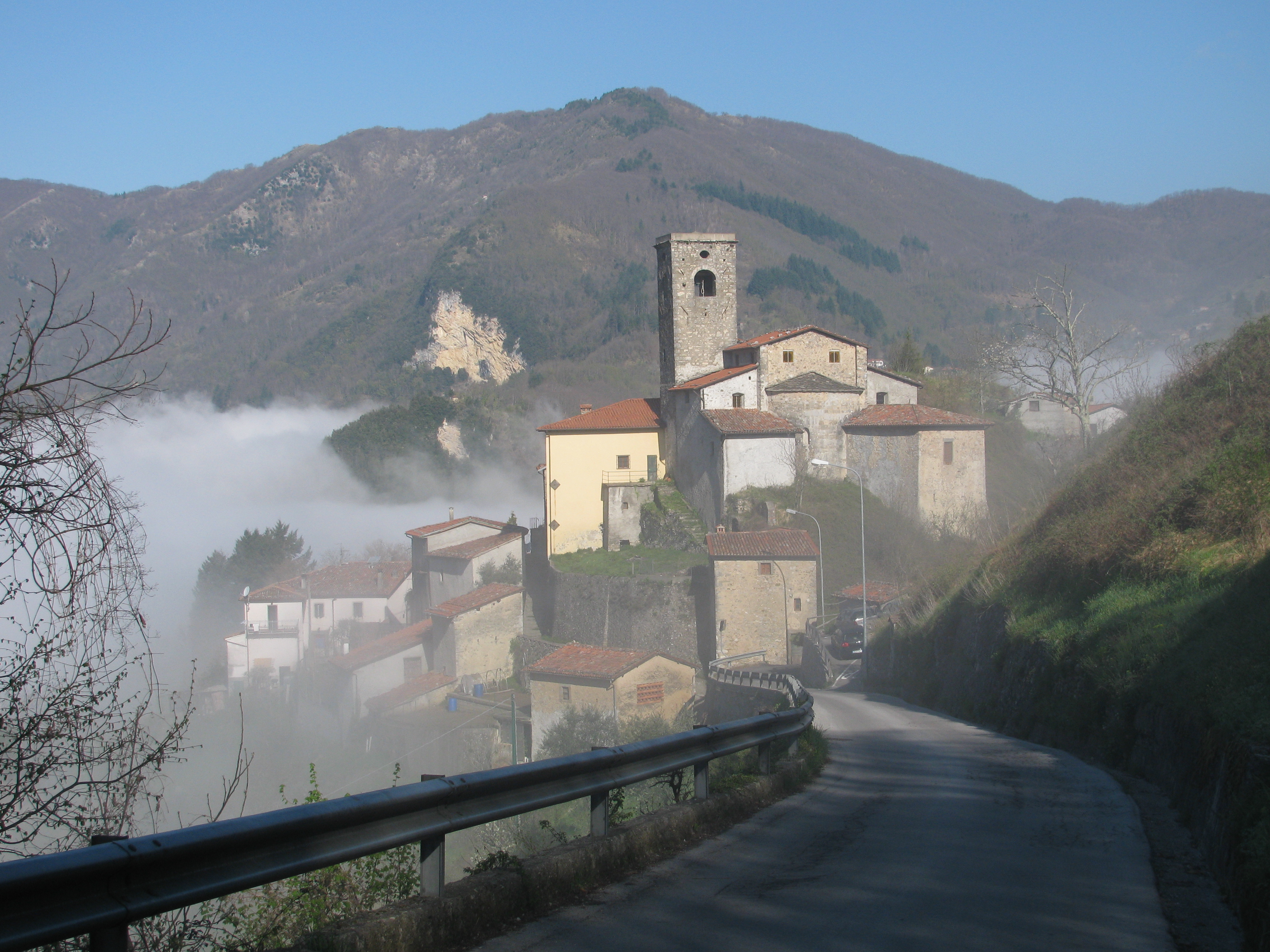
La chiesa di San Martino Vescovo

## Monumenti e luoghi d'interesse

### Chiesa parrocchiale
La chiesa parrocchiale di Verni, dedicata a San Martino, caratterizzata da una bell'abside, è da considerarsi uno degli edifici sacri più antichi della Garfagnana, in quanto risalente ad un'epoca precedente al XI secolo. 
L'interno inoltre conserva ben sette altari e vari manufatti di pregiata fattura, tra i quali il pulpito ligneo secentesco eseguito ad intaglio, recante nel pannello frontale la figura di San Giovanni Evangelista e in quelli laterali motivi vegetali, sostenuto da un telamone baffuto seminudo. In chiesa è anche una statua dell'Assunta e l'altare maggiore, tutti da datarsi al XVII secolo, infine la statua del Gesù morto.